# Православие в Таиланде
Правосла́вие в Таила́нде — христианская деноминация, получившая распространение на территории Таиланда в XX веке. Православие исповедует около 0,002 % населения страны (1 тыс. человек в 2010), не считая православных людей, приезжающих в страну на отдых. Представлено Таиландской епархией, входящей в юрисдикцию Московского Патриархата и объединяющей большинство православных христиан на территории государства.

## История
В 1863 году состоялись первые контакты русских и сиамцев — моряки двух кораблей России посетили столицу Сиама Бангкок. В последующие десятилетия на сиамской земле побывали моряки, путешественники и дипломаты из России, представители царствующего дома Романовых и руководители буддийской сангхи Восточной Сибири. Применительно к рубежу XIX и XX веков можно говорить о контактах двух стран в целенаправленном изучении культурных феноменов друг друга. Тем не менее среди побывавших в Сиаме русских, почти не было представителей православного духовенства. В стране не велась проповедь православия и не существовало православной общины. По этой причине в российском взгляде на Сиам отсутствовал христианско-миссионерский подход. В 1898 году между Сиамом и Россией были установлены дипломатические отношения.
В 1898 году сын короля Чулалонгкорна принц Чакрабон приехал учиться в Петербург. Принц Чакрабон учился в России около восьми лет, находясь под личным покровительством императора Николая II. Чакрабон и его сотоварищ Най Пхум получили высшее гуманитарное и военное образование. Они стали первыми сиамцами, выучившими русский язык, основательно познакомившимися с Россией, русской культурой и православной верой. Принц Чакрабон в 1906 году женился на Екатерине Десницкой (1886—1960), для чего принял православие, а затем венчался в одном из православных храмов Константинополя. Впоследствии принц Чакрабон вновь вернулся к буддизму, что было связано, прежде всего, с его династическим и должностным положением в стране. Соученик принца Най Пхум также принял православие и, женившись на русской подданной, дослужился до чина полковника царской армии.
Революция в России на долгие десятилетия прервала контакты с Таиландом. Идеология коммунизма и атеизма, в Таиланде была объявлена вне закона. Даже восстановление дипломатических отношений в 1946 году не сблизили позиции двух стран. Лишь после падения СССР ситуация начала меняться.
С середины 1990-х годов всё большое количество выходцев из бывшего СССР приезжало в Таиланд. В тот период времени на всей территории Королевства не было ни одного православного храма. Как вспоминал о начале своего служения в Королевстве в 2011 году архимандрит Олег (Черепанин), «это был конец 1990-х годов; тогда в Таиланд стали приезжать русские, чтобы заниматься бизнесом. В России тогда было очень тяжело, а в Таиланде можно было неплохо жить. Но наших храмов на огромных просторах Юго-Востока — от России до Австралии — не было. <…> был только единственный православный храм в Гонконге, да и тот был не в юрисдикции Московского Патриархата. Открытие прихода в Таиланде — это исключительно инициатива русских, проживающих в этой стране».
В ответ на многочисленные обращения православных верующих, в основном граждан бывшего СССР Священный Синод Русской православной церкви на своём заседании от 28 декабря 1999 года принял решение об открытии в Бангкоке Свято-Николаевского прихода. Этим же решением первым настоятелем новообразованного прихода был назначен клирик Ярославской епархии игумен Олег (Черепанин).
Попытки организовать в Таиланде православный приход предпринимались и Константинопольским патриархатом. В 1999—2000 годы, по благословению митрополита Гонконгского и Юго-Восточной Азии Никиты (Лулиаса), в Бангкок был направлен греческий священник. За неимением собственного храма, богослужения проводились в католических церквях по согласованию с римокатоликами. Основной паствой Константинопольского патриархата в Таиланде были немногочисленные греки, в основном дипломаты и сотрудники греческой авиакомпании, а также, отчасти, румыны. Однако практика слишком тесного общения с католиками не получила широкой поддержки православных верующих.
Вскоре после своего появления русская православная община в Бангкоке перестала быть однонациональной. Постепенно туда перешли и православные румыны. Кроме того, началось обращение в православие местных жителей-тайцев. Первым из них стал Данай Ванна, пожелавший стать православным священником и направленный на обучение Санкт-Петербургскую духовную семинарию. Оставшаяся часть греков не смогла в достаточной мере финансово поддерживать деятельность священника на постоянной основе, вследствие чего греческий священник вынужден был переехать в Сингапур.
27 декабря 2001 года, рассмотрев деятельность Свято-Николаевского прихода в Бангкоке, Священный Синод Русской Православной Церкви принял решение об открытии в Королевстве Таиланд Представительства Русской Православной Церкви (Московский Патриархат). Представителем Русской Православной Церкви в Таиланде определено быть игумену Олегу (Черепанину), которому также было благословлено осуществлять духовное окормление православных верующих в королевстве Камбоджа и в Лаосской Народно-Демократической Республике.
В начале 2008 года таиландские власти, рассмотрев многолетнюю деятельность православной общины в Таиланде, признали её полезной, соответствующей интересам Королевства, укрепляющей нравственные и моральные устои общества. 20 июня 2008 года было принято решение зарегистрировать православную общину в Таиланде, как юридическое лицо в формате общественного фонда с названием «มูลนิธิชาวคริสต์ศาสนิกชนดั้งเดิมออร์โธด็อกซ์ในประเทศไทย» («Orthodox Christian Church in Thailand»). При этом в уставе особо оговаривалось: «Православная Церковь в Таиланде находится в церковной юрисдикции православного Патриарха Московского и всея Руси, как гаранта чистоты Православной христианской веры».
При получении государственной регистрации было дано право открытия дополнительных православных приходов, кроме Бангкока. В провинции Пхукет, Чонбури (Паттайя), в северной столице Королевства — Чиангмае, на востоке страны (приграничном районе с Лаосом) в г. Нонгхае, а также в провинции Прачинбури, где возможно устроение православного кладбища и строительство если не храма, то часовни.
С 18 по 28 декабря 2009 года в Королевстве прошли торжества 10-летия Православия в Таиланде, участие в которых приняли также представители государственных властей. Центральным событием торжеств было великое освящение и открытие в Паттайе (провинция Чонбури) православного храма во имя Всех Святых. Игумен Олег (Черепанин) был возведён в сан архимандрита.
Весной 2010 года резкое обострение политического кризиса в Таиланде создало значительные трудности для православных приходов в Таиланде. В «Заявлении» Представительства Русской Православной Церкви В Королевстве Таиланд от 21 мая 2010 отмечалось: «Впервые, мы вынуждены заявить, что сложившаяся в Королевстве ситуация осложнила и деятельность Православной Церкви в Таиланде. Многие из наших верующих не могут попасть в храмы из-за того, что перекрыты целые кварталы Бангкока, да и просто из-за боязни безответственных действий противостоящих сторон конфликта. Резко упала доходность храмов, что принуждает нас сократить расходы, в том числе и на социальную деятельность, которую в данный момент как раз следовало бы увеличить. Под угрозой срыва строительство храмов на Пхукете и Самуе».
В начале 2011 года завершилось начатое в ноябре 2009 года строительство Успенского мужского монастыря в провинции Ратбури, на территории которого планировалось устроить духовное училище и православное кладбище. 12 февраля 2011 года состоялось его малое освящение и церемония гражданского открытия (её возглавил представитель Короля Таиланда генерал-лейтенант Акачай Чинтоза, секретарь Парламентского Комитета Обороны Таиланда). Среди желающих стать монахами — граждане России, Румынии, Таиланда и Лаоса.
С ростом числа россиян и православных из других стран СНГ, приезжающих в Таиланд на длительный срок, а также с ежегодным увеличением потока российских туристов, православная община в Таиланде также постоянно растёт. В настоящее время, по данным иммиграционной полиции, в Таиланде большую часть года проживают около сорока тысяч граждан России. Количество российских туристов, приезжающих в Таиланд на более короткие сроки, в 2011 году превысило миллион.
28 января 2012 года был впервые выпущен перевод «Закона Божия» протоиерея Серафима Слободского на тайский язык.
9 февраля 2012 года иеродиакон Свято-Николаевского храма в Бангкоке Серафим (Райча) был посвящён в сан иеромонаха, став третьим священником Русской православной церкви в стране.
21 марта 2012 вышел первый номер газеты «Таиланд Православный».
2 августа 2012 года в Таиланде начал действовать летний православный лагерь для молодёжи.
6 ноября 2012 года Вышло богослужебное издание Псалтири на тайском языке.
В 2013 году завершилось строительство Храма Вознесения Господня на острове Самуи в провинции Сураттхани и там начались ежедневные богослужения.
В ноябре 2014 года начала работать типография при Представительстве Русской православной церкви в Бангкоке.
В феврале 2015 года состоялось великое освящение храмов в честь Святых Царственных Страстотерпцев в Хуахине и преподобного Сергия Радонежского на острове Чанг, а также закладку храма в честь равноапостольного князя Владимира, крестителя Руси, в Чиангмае.
В связи с появившимися новыми издательскими возможностями у представительства Русской православной церкви в Таиланде, было принято решение реформировать газету «Таиланд Православный», и вместо неё выпускать журнал «Христианский мир Азии», первый номер которого вышел в апреле 2015 года.
4 июня 2015 был учреждён Фонд поддержки православного духовенства в Таиланде, Камбодже и Лаосе.
В июне 2015 года на территории Троицкого храма на Пхукете началось строительство первого в стране православного духовного училища. Необходимость создания подобного духовного училища в Таиланде вызвана тем, что местным жителям, желающим получить православное богословское образование, зачастую трудно попасть и адаптироваться в училищах и семинариях России. В соответствии с контрактом, работы продлятся до мая 2016 года.
В октябре 2015 года издано последование Божественной Литургии свт. Иоанна Златоуста параллельно на тайском и русском языках.
2 ноября 2015 года архиепископ Рязанский и Михайловский Марк (Головков) освятил храм во имя святого князя Владимира в городе Чиангмай. Храм стал первым, расположенным на севере страны.
В ноябре 2016 года вышел православный требник на тайском языке. Перевод и редактирование осуществлены протоиереем Даниилом (Данаем) Ванна, Напатрой Апхичатапхонг и другими православными тайцами.
23 января 2017 года на основании решения общецерковного собрания Благочиния Патриарших приходов в Таиланде с целью более качественной катехизации местных жителей был учредён Отдел по катехизации при Представительстве Русской Православной Церкви в Таиланде.

## Православная церковь в Таиланде (Московский патриархат)

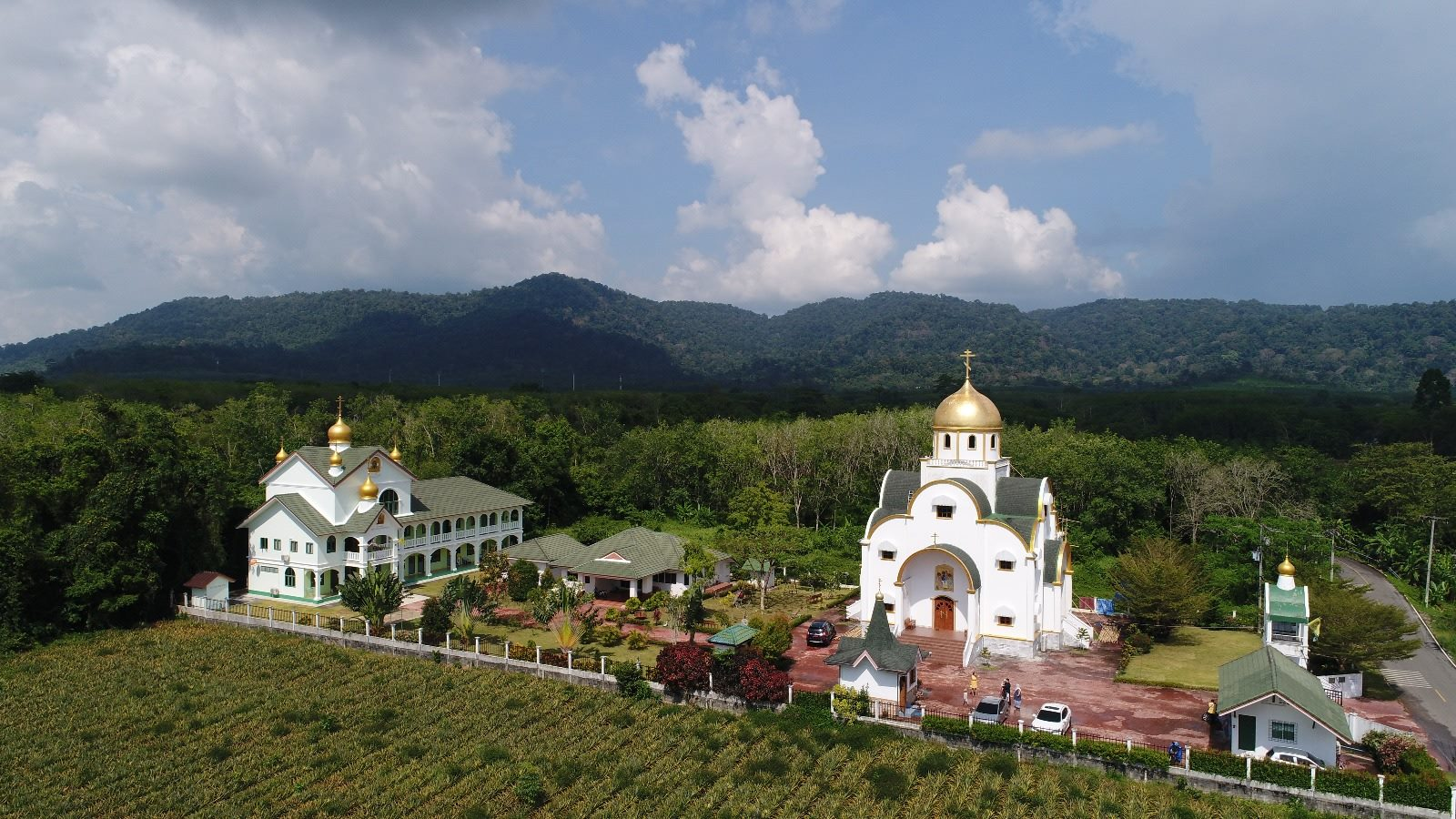
Духовное училище и Троицкая церковь на Пхукете

На территории Таиланда в настоящее время действуют десять православных приходов, построен ряд храмов центральным из которых является Свято-Николаевский собор в Бангкоке. Также действует Успенский мужской монастырь в провинции Ратбури.

## Константинопольский патриархат
С 1996 года Таиланд относится к Гонконгской митрополии Константинопольского Патриархата. Ни одного зарегистрированного прихода Константинопольского Патриархата на 2012 год не было. В настоящее время священник Константинопольского патриархата приезжает в Бангкок лишь несколько раз в году, в основном на Рождество Христово и Пасху. Богослужения при этом совершаются им при поддержке греческого посольства в арендованном конференц-зале какого-либо отеля.